# Émilie Bibeau
Pour les articles homonymes, voir Bibeau.
Émilie Bibeau est une actrice québécoise qui évolue au théâtre et à la télévision. Également active dans le doublage, elle est notamment la voix québécoise de Rebel Wilson, Rachel Nichols, Haley Bennett, Katrina Bowden ainsi qu'entre autres une des voix de Sarah Silverman, Lacey Chabert, Margo Harshman, Mary-Kate Olsen, Christina Ricci, Genelle Williams et Meg Griffin.

## Biographie
Émilie Bibeau est née dans les années 80 dans le quartier Montcalm de la ville de Québec. Elle a pour parents la plasticienne Josée Campanale, fondatrice du Théâtre de Sable, et l'auteur de pièces jeunes publics et professeur de littérature Gérard Bibeau. Elle a vécu 19 ans à Québec.
Émilie Bibeau a reçu sa formation au Conservatoire d'art dramatique de Montréal de 1999 à 2002. Elle a joué dans Aphrodite en 2004 de Évelyne de la Chenelière au Nouveau Théâtre Expérimental. Puis, toujours en 2004, dans Gertrude, le cri à l’Espace Go et dans la pièce Coin St-Laurent, reprise en 2007. Elle a joué Constance dans la pièce Scarmouche au Théâtre Denise-Pelletier en 2006, dans la pièce Du vent entre les dents au Théâtre d’Aujourd’hui ainsi que dans la pièce de Serge Boucher Là à la Compagnie Jean-Duceppe. Elle a été de la distribution de Toc Toc, qui a été reprise à l’été 2009, et a joué dans Le Vrai Monde ?. On a aussi pu la voir au TNM dans L'Opéra de 4’sous, Hamlet et Albertine en cinq temps.
De 2005 à 2009, elle a fait partie de la Ligue nationale d’improvisation. À la télévision, Émilie Bibeau joue son propre rôle dans Tout sur moi de Stéphane Bourguignon, et elle interprète Rosalie dans Annie et ses hommes, rôle qu’elle a interprété de 2005 à 2009. Elle a été la Amélie Giroux de l'émission Tranches de vie. Depuis 2012, on peut aussi la voir dans Unité 9, où elle interprète le rôle de Lucie Lamontagne, la sœur de Marie.
Sur l'Extra d'ICI Tou.Tv, on peut aussi la voir dans Coeur vintage, inspiré de son propre roman, où elle interprète le rôle du personnage principal de Pauline.

## Filmographie

### Télévision
- 2003-2004 : L'Auberge du chien noir : Shirley
- 2004-2005 : La Grosse Minute
- 2005 : Nos étés : Carole Chamberland
- 2005-2009 : Annie et ses hommes : Rosalie
- 2005-2009 : Les Invincibles : Josée, alias Pinky Porn
- 2006-2009 : Tout sur moi : Émilie Bibeau
- 2006 : 3X Rien : Bianca
- 2007-2012 : Les Boys : Sophie
- 2008-2011 : Une grenade avec ça? : Marie-Pier Nadeau
- 2010-2012 : Tranches de vie : Amélie Giroux
- 2010 : VRAK la vie : chanteuse populaire
- 2010 : Toute la vérité : Me Claudie Kaufman
- 2012 : Unité 9 : Lucie Lamontagne
- 2016-2017 : L'Imposteur : Marie-Pier
- 2017 : Olivier : Éva Dubois
- 2018 : Ruptures (saison 4) : Bianca Goyer
- 2023 : Temps de chien : Kim Bélanger

### Cinéma
- 2004 : Monica la mitraille : Thérèse Viger
- 2013 : Émilie : Émilie
- 2016 : Ça sent la coupe : Julie
- 2021 : Le Club Vinland : Marguerite

## Doublage

### Cinéma

#### Films
| - Rachel Nichols dans : - Sortis de l'ombre (2007) : Polly - P2 (2007) : Angela Bridges - Quatre filles et un jean 2 (2008) : Julia - Conan le Barbare (2011) : Tamara - Sarah Silverman dans : - Take This Waltz, une histoire d'amour (2011) : Geraldine - Mille et une façons de mourir dans l'Ouest (2014) : Ruth - Marie-moi (2022) : Parker Debbs - Haley Bennett dans : - Bienvenue à l'université (2008) : Kendall - Le cauchemar de Molly Hartley (2008) : Molly Hartley - Katrina Bowden dans : - Plein Gaz (2008) : Mlle Tasty - Piranha 3DD (2012) : Shelby - MyAnna Buring dans : - La Descente (2005) : Sam - La Descente 2 (2009) : Sam - Sarah Gadon dans : - Une méthode dangereuse (2011) : Emma Jung - Ennemi (2013) : Helen - Mircea Monroe dans : - The 41-Year-Old Virgin Who Knocked Up Sarah Marshall and Felt Superbad About It (2010) : Sarah - Lui, c'est moi (2011) : Tatiana - Rebel Wilson dans : - Comment prévoir l'imprévisible (2012) : Janice - La Note parfaite (2012) : Grosse Amy - Odette Yustman dans : - L'Entité (2009) : Casey Beldon - Encore toi ! (2010) : Joanna "JJ" Clark | - 2002 : Qui sait quoi? : Marty (Heather Dubrow) - 2006 : L'amour à la dérive : Alexis (Jamie-Lynn Sigler) - 2006 : Pulsations : Isabell Fuentes (Christina Milian) - 2006 : Le Mariage de ma Femme : Sandy (Caroline Carver) - 2006 : Pénélope : Pénélope (Christina Ricci) - 2006 : Au gré des marées : Zoey (Lauren Ambrose) - 2006 : L'homme de l'année : Alison McAndrews (Karen Hines) - 2007 : Le Chien de la Caserne : Liz Knowles (Bree Turner) - 2007 : Son meilleur coup : Sara Davis (Leah Pipes) - 2008 : Hamlet 2 : Epiphany Sellers (Phoebe Strole) - 2008 : Zack et Miri font un porno : Stacey (Katie Morgan) - 2008 : Rêves Perdus : Cassandra (Anne-Sophie Dutoit) - 2009 : La Guerre des mariées : Amie (Lauren Bittner) - 2009 : Helen : Mathilda (Lauren Lee Smith) - 2009 : Droit de passage : Taslima Jahangir (Summer Bishil) - 2009 : Adventureland : Sue O'Malley (Paige Howard) - 2009 : Hanté par ses ex : Sandra (Lacey Chabert) - 2009 : L'Orpheline : Sœur Judith (Genelle Williams) - 2009 : Halloween 2 : Mya Rockwell (Brea Grant) - 2009 : Serment Mortel : Charlene « Chugs » Bradley (Margo Harshman) - 2009 : Millénium 2 : La Fille qui rêvait d'un bidon d'essence et d'une allumette : Malin Erikson (Sofia Ledarp) - 2009 : Le Quatrième type : Theresa (Daphne Alexander) - 2009 : C'est compliqué : Lauren (Caitlin Fitzgerald) - 2010 : C'était à Rome : Stacy (Kate Micucci) - 2010 : La Guerre des pères : Isabel Ramirez (Anjelah Johnson) - 2010 : StreetDance 3D : Isabella (Rachel McDowall) - 2010 : Les Voyages de Gulliver : Princesse Mary (Emily Blunt) - 2011 : La doublure du diable : Sarrab (Ludivine Sagnier) - 2011 : Conduite infernale : Norma Jean (Katy Mixon) - 2011 : Sortilège : Kendra (Mary-Kate Olsen) - 2011 : Le Grand Soir : Jordan Lundley (Kylie Bunbury) - 2011 : Hugo : Lisette, la fleuriste de la gare (Emily Mortimer) - 2013 : Les rois de l'été : Heather (Alison Brie) - 2014 : Vampire Académie : Lissa Dragomir (Lucy Fry) |

#### Films d'animation
- 2011 : Les bagnoles 2 : Holley Shiftwell
- 2016 : Kung Fu Panda 3 : Mei Mei
- 2017 : My Little Pony, le film : Tempête (Tempest Shadow)
- 2022 : DC Krypto Super-Chien : Merton

### Télévision

#### Téléfilms
- 2009 : Hors de contrôle : Marcie Cutler (Laura Vandervoort)
- 2015 : Enquêtes gourmandes : Meurtre au menu : Dee Dee (Rukiya Bernard)

#### Séries télévisées
- 2006-2007 : Intelligence : Sweet (Alana Husband)
- 2009-2011 : Indie à tout prix : Chandra Mehta (Sarena Parmar)
- 2009-2011 : Les Vies rêvées d'Erica Strange : Julianne Giacomelli (Reagan Pasternak)

#### Séries animées
- 1999- : Family Guy : Meg (Mila Kunis) (saisons 1 à 7 doublées en France et saison 8 et suivantes sont doublées au Québec)
- 2006 : Jane et le dragon : Pipérine (Verbana 'Pepper' Salter) (saison 1)
- 2007-2010 : Bakugan : Julie
- 2009 : Inuk : Inuk (saison 3)
- 2009 : Noombory et les super 7 : Lunabory
- 2009-2011 : Perline : Perline
- 2010 : L'Ours Benjamin : Holly / Maxime (saison 4)
- 2010- : Babar, les aventures de Badou : Jake
- 2010-2015 : Trois et moi : Sandra Leblanc
- 2011-2013 : Dans l'canyon : Perline / Maïs
- 2011- : Mike le chevalier : Reine Martha
- 2012 : Défis extrêmes : Le Retour à l'île : Dakota / Kelly (Staci en VO)
- 2016-2017 : Bagel et Becky : Lisa

## Prix et nominations

### Nominations
- 2007 Nomination Prix Gémeaux 2007-2008 : meilleur rôle de soutien féminin : téléroman Annie et ses hommes
- 2008 Nomination Prix Gémeaux 2008-2009: meilleur rôle de soutien féminin : téléroman Annie et ses hommes